# Восток (Липецкая область)
Восток — посёлок в Данковском районе Липецкой области, входит в состав Бигильдинского сельсовета.

## География
Посёлок находится на левом берегу реки Дон. Через него проходит просёлочная дорога.
Севернее посёлка Восток находится деревня Ашанино. Мост через реку Дон соединяет посёлок с селом Никольское.

## Население
| 2010 |
| ---- |
| 5    |